# Chelsea Court
Chelsea Court est un ensemble de bâtiments de logements construits à Hong Kong de 2003 à 2005, dans le quartier de Tsuen Wan.
L'ensemble comporte trois immeubles qui abritent un total de 1 696 logements et 103 404 m².
- Tower North, 215 m, 59 étages, 2005
- Tower West, 215 m, 59 étages
- Tower South, 182 m, 51 étages

Les bâtiments ont été conçus par l'agence d'architecture de Hong Kong DLN Architects,, en collaboration avec CYS Architects et une filiale du promoteur de l'immeuble, la société Sun Hung Kai Properties.